# Crocidura phuquocensis
Crocidura phuquocensis (білозубка фукуокська) — дрібний ссавець, вид роду білозубка (Crocidura) родини мідицеві (Soricidae) ряду мідицеподібні (Soriciformes). 

## Поширення
Ендемік В'єтнаму, що обмежується островом Фукуок.